# 판칵스우

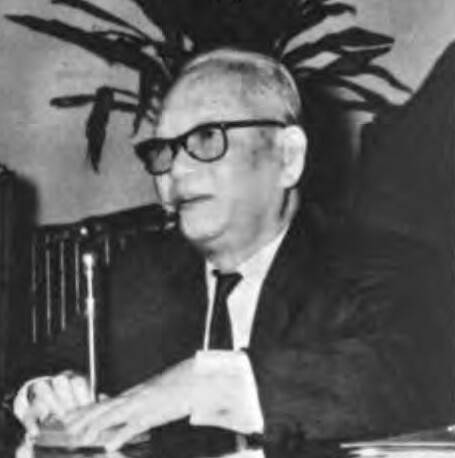
판칵스우

판칵스우(베트남어: Phan Khắc Sửu, 1893년 1월 9일 ~ 1970년 5월 24일)는 베트남의 정치인이다. 1964년부터 1965년까지 남베트남의 총통을 역임했다.
농업 기술자로 활동했으며 까오다이교에서 독립 운동을 지도했다. 바오다이 정부에서 장관을 역임했으며 응오딘지엠 정부에서는 국회의원을 역임했다. 그렇지만 응오딘지엠 정부에 비판적인 태도를 보였기 때문에 여러 차례 투옥되기도 했다.